# Wanda Półtawska

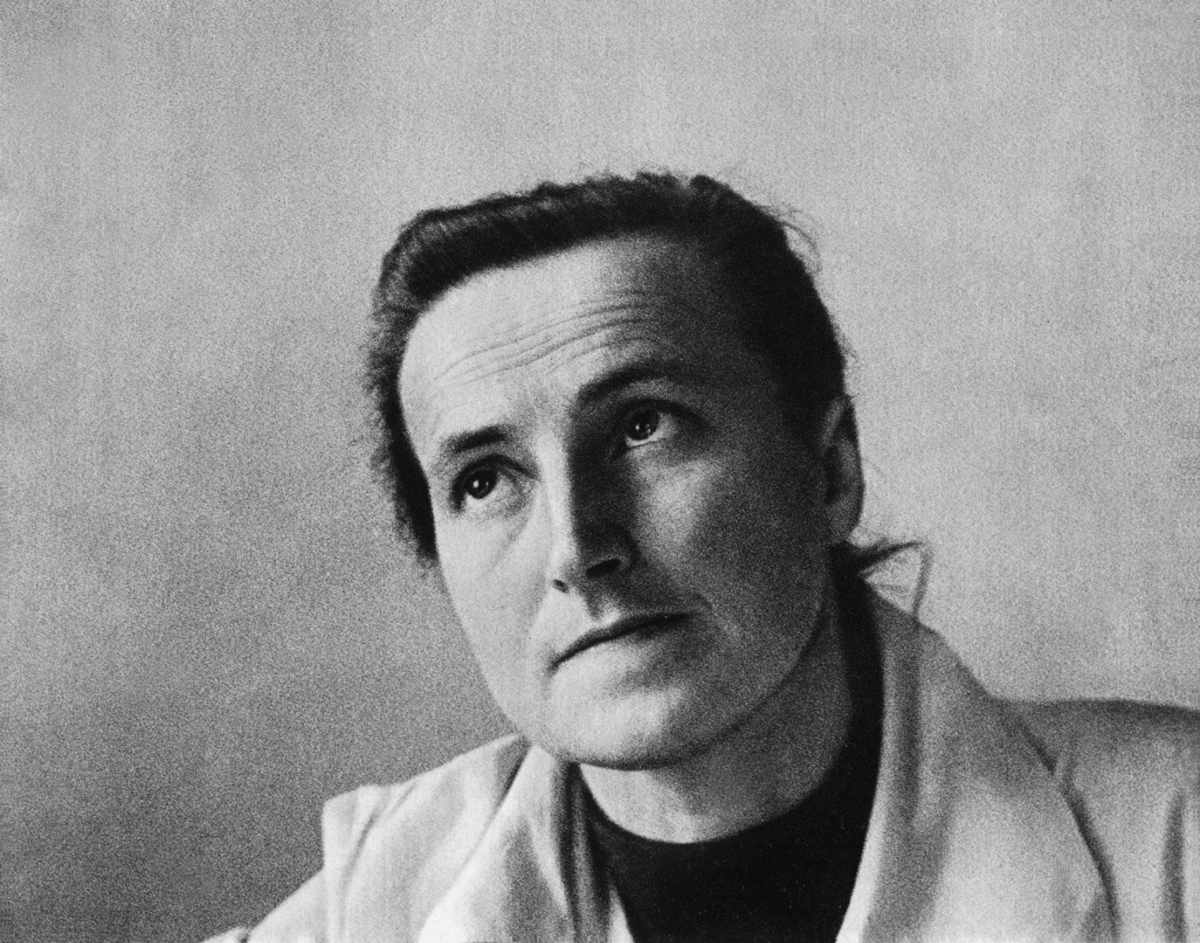
Wanda Półtawska (1963)

Wanda Wiktoria Półtawska z domu Wojtasik (ur. 2 listopada 1921 w Lublinie, zm. 24 października 2023 w Krakowie) – polska lekarka, doktor nauk medycznych oraz specjalistka w dziedzinie psychiatrii, profesor nadzwyczajny Papieskiej Akademii Teologicznej, harcerka, działaczka antyaborcyjna, podczas II wojny światowej więziona w niemieckim obozie koncentracyjnym w Ravensbrück, bliska przyjaciółka Jana Pawła II (obecna przy jego śmierci), dama Orderu Orła Białego.

## Życiorys
Uczęszczała do szkoły Sióstr Urszulanek Unii Rzymskiej w Lublinie. Przed 1939 i w czasie II wojny światowej była harcerką, należała do IV Lubelskiej Drużyny Żeńskiej im. Orląt Lwowskich. Gdy miała 15 lat, została drużynową.

### Okres II wojny światowej
Po wybuchu II wojny światowej wraz z grupą harcerek włączyła się w służbę pomocniczą i przystąpiła do walki konspiracyjnej jako łączniczka, uczestnicząc jednocześnie w tajnym nauczaniu. Została aresztowana przez Gestapo 17 lutego 1941 i więziona na zamku w Lublinie. Torturowana i przesłuchiwana w lubelskim areszcie śledczym Gestapo „Pod Zegarem”, następnie, 21 września 1941, wywieziona do obozu koncentracyjnego Ravensbrück z zaocznym wyrokiem śmierci. W obozie stała się ofiarą eksperymentów pseudomedycznych przeprowadzanych m.in. przez Karla Gebhardta, Fritza Fischera, Rolfa Rosenthala i Hertę Oberheuser. Na krótko przed końcem wojny została przewieziona do obozu w Neustadt-Glewe, gdzie przebywała do 7 maja 1945.

### Działalność naukowa i medyczna
W 1951 ukończyła medycynę na Uniwersytecie Jagiellońskim, a następnie uzyskała oba stopnie specjalizacji i doktorat z psychiatrii (1964). W latach 1952–1969 była adiunktem w Klinice Psychiatrycznej Akademii Medycznej w Krakowie, 1955–1997 wykładowczynią medycyny pastoralnej na Papieskim Wydziale Teologicznym w Krakowie, 1964–1972 pracowniczką Poradni Wychowawczo-Leczniczej przy Katedrze Psychologii UJ. W 1967 zorganizowała Instytut Teologii Rodziny przy Papieskim Wydziale Teologicznym w Krakowie i kierowała nim przez 33 lata, piastując stanowisko profesora. W latach 1981–1984 była wykładowczynią w Instytucie Studiów nad Małżeństwem i Rodziną im. Jana Pawła II przy Papieskim Uniwersytecie Laterańskim w Rzymie.
W lutym 1966 roku badała Karola Kota, mordercę znanego jako „Wampir z Krakowa”. Doktor zdiagnozowała u niego „nałogowy onanizm” i przepisała mu witaminę B.
Prowadziła badania tak zwanych dzieci oświęcimskich – ludzi, którzy jako dzieci trafili do obozów koncentracyjnych. W kwietniu 1969 zwolniła się z Kliniki, aby poświęcić się przede wszystkim poradnictwu małżeńskiemu i rodzinnemu. Według bazy danych bibliograficznych publikacji medycznych Medline jest autorem pięciu publikacji naukowych w języku polskim i jednej w piśmie anglojęzycznym.

### Działalność społeczna
W 1995, w związku z 50. rocznicą wyzwolenia obozu  Ravensbrück, zaangażowała się w kampanię na rzecz umieszczenia tablicy upamiętniającej Polki, więźniarki Ravensbrück i ofiary niemieckich lekarzy. Tablica została odsłonięta w 1997 roku.
Uczestniczyła w pracach Komisji Badania Zbrodni Hitlerowskich w Polsce. Była członkinią Zespołu Wspierania Radia Maryja w Służbie Bogu, Kościołowi, Ojczyźnie i Narodowi Polskiemu. Znajdowała się wśród redaktorów „Źródła. Tygodnika Rodzin Katolickich”. Była autorką kilku publikacji z zakresu pedagogiki. Przez 10 lat była radną Krakowa. W 2010 podpisała list otwarty do rządu RP i prezydenta przeciwko organizacji w Warszawie parady EuroPride. W liście tym podkreślano sprzeciw wobec legalizacji związków osób tej samej płci oraz adopcji dzieci przez pary homoseksualne, a działania środowisk LGBT w tym kierunku określono jako zamach na wolność słowa, przekonań i sumienia.
W maju 2014 była inicjatorką i autorką tekstu Deklaracji wiary lekarzy katolickich i studentów medycyny w przedmiocie płciowości i płodności ludzkiej.
Deklarowała się jako zwolenniczka nierozerwalności małżeństwa. Występowała przeciw aborcji i antykoncepcji, twierdząc, że to co robią lekarze wykonujący zabiegi przerywania ciąży i przepisujący środki antykoncepcyjne jest gorsze niż Holocaust w czasie II wojny światowej. Kobiety wybierające leczenie niepłodności za pomocą metody in vitro, przyrównała do krów.
Podczas pandemii COVID-19 negatywnie oceniała zastosowane środki zapobiegawcze, mówiąc: Patrzę na was i nie posiadam się ze zdumienia, że macie te szmaty, bo kto wierzy, że one nas chronią przed wirusami? Medycyna nas okłamuje.

### Przyjaźń z Karolem Wojtyłą
Znana jest korespondencja z 1962, skierowana do włoskiego zakonnika i późniejszego świętego katolickiego Ojca Pio przez arcybiskupa Karola Wojtyłę, z prośbą o modlitwę o uleczenie Wandy Półtawskiej z choroby nowotworowej i późniejsze podziękowanie papieża za skuteczną interwencję. Korespondencja listowna z Janem Pawłem II trwająca aż do jego śmierci stanowiła utajniony materiał dowodowy w procesie beatyfikacyjnym.
O Wandzie Półtawskiej opowiada film dokumentalny pt. Duśka, który wyreżyserowała Wanda Różycka-Zborowska. Film miał premierę wiosną 2008 w Poznaniu.
Dzięki przyjaźni i zaufaniu, jakim darzył ją Karol Wojtyła, w listopadzie 2001 mogła poinformować papieża o sprawie arcybiskupa poznańskiego Juliusza Paetza i sytuacji w diecezji poznańskiej, w następstwie czego do Poznania przybyła watykańska komisja, która wysłuchała relacji obu stron.
O przyjaźni Wandy Półtawskiej z Karolem Wojtyłą (Janem Pawłem II) opowiada książka Beskidzkie rekolekcje, w której jest zebrana korespondencja z prawie 50 lat. Przed publikacją Beskidzkich rekolekcji rękopis został przedstawiony Postulacji Generalnej Procesu Beatyfikacyjnego Jana Pawła II w Rzymie, by nie zaszkodzić procesowi beatyfikacyjnemu Jana Pawła II. Postulacja nie zgłosiła żadnych obiekcji.

### Życie prywatne
Trzecia córka Adama Franciszka Wojtasika, urzędnika pocztowego, i Anny z domu Chaber. Mąż – Andrzej Półtawski (1923–2020, syn Adama) – był profesorem filozofii. Wykładał na Uniwersytecie Jagiellońskim i na Akademii Teologii Katolickiej w Warszawie. Mieli cztery córki.
Zmarła 24 października 2023 w Krakowie w wieku prawie 102 lat. Jej pogrzeb o charakterze państwowym rozpoczął się 31 października 2023 mszą św. w bazylice Mariackiej pod przewodnictwem kard. Stanisława Dziwisza, po czym została pochowana ze swoim mężem na krakowskim Cmentarzu Salwatorskim.

## Członkostwo w organizacjach
- od 1983 członkini Papieskiej Rady ds. Rodziny
- od 1994 członkini Papieskiej Akademii Życia
- konsultantka Papieskiej Rady ds. Pracowników Służby Zdrowia
- członkini Unii Pisarzy Medyków
- członkini Katolickiego Stowarzyszenia Dziennikarzy
- była wieloletnia członkini Zespołu Wspierania Radia Maryja w Służbie Bogu, Kościołowi, Ojczyźnie i Narodowi Polskiemu

## Publikacje

### Publikacje naukowe
- (1978) Stany hipermnezji napadowej u byłych więźniów obserwowane po 30 latach[20]
- (1967) Stany hipermnezji napadowej (Na marginesie badań tzw. „dzieci oświęcimskich”)[21]
- (1966) Wyniki badań psychiatrycznych osób urodzonych lub więzionych w dzieciństwie w hitlerowskich obozach koncentracyjnych[22]
- (1957) Dr Władysław Stryjeński ur. 1889 r., zm. 1956 r.[23]
- (1956) Clinical observations on agenesis of the pellucid septum[24]
- (1996) The responsibility of the medical doctor and the life of the patient[9]

### Książki
- I boję się snów. Wyd. Edycja Świętego Pawła Częstochowa 1998 (wydanie IV). ISBN 83-7168-202-6.
- Homoseksualizm – sprawa prywatna?. Wyd. Jedność 1998; praca zbiorowa: Wanda Półtawska, Bogdan Gierdziewicz, Wiesław Kryczka, Krystyna Kluzowa. ISBN 83-7224-056-6.
- And I am afraid of my dreams (tłum. I boję się snów). New York: Hippocrene Books, 1989. ISBN 0-87052-745-2.
- Samo życie Wyd. Edycja Świętego Pawła Częstochowa 1994, 2004.
- Z prądem i pod prąd. Wyd. Edycja Świętego Pawła Częstochowa 2001. ISBN 83-7168-178-X.
- Jestem odpowiedzialny za swój kwiat. (wyd. kasetowe)
- Stare Rachunki Wyd. Edycja Świętego Pawła, Częstochowa 2001. ISBN 83-7168-447-9.
- By rodzina była Bogiem silna... Wyd. Edycja Świętego Pawła, Częstochowa 2004. ISBN 83-7168-643-9.
- Przygotowanie do małżeństwa WAM Kraków, wydania: 1988, 1993, 1996, 1998, 2000 (ISBN 83-7097-678-6), 2002. Nowe wydanie pod tytułem: Eros et iuventus!, Wyd. Edycja Świętego Pawła, Częstochowa 2009, ISBN 978-83-7424-698-9.
- Przed nami miłość. Wyd. Edycja Świętego Pawła, Częstochowa 2001. ISBN 83-7168-466-5.
- Ekspertyza sądowo-psychiatryczna w postępowaniu spadkowym testamentowym. Państwowy Zakład Wydawnictw Lekarskich, Warszawa 1974.
- I boję się snów (audiobook mp3). Czyta Czesława Monczka, Wyd. Edycja Świętego Pawła Częstochowa 2008.
- Beskidzkie rekolekcje. Dzieje przyjaźni księdza Karola Wojtyły z rodziną Półtawskich, Wyd. Edycja Świętego Pawła, Częstochowa 2009, ISBN 978-83-7424-572-2.
- Miłość, Małżeństwo, Rodzina, w pracy zb. pod red. F. Adamskiego, Wydawnictwo PETRUS, Kraków 2010.
- Wychowanie w rodzinie, w pracy zb. pod red. F. Adamskiego, Wydawnictwo PETRUS, Kraków 2010.
- „Duśka” Filmowa opowieść o wyjątkowej kobiecie (DVD) – film dokumentalny o Wandzie Półtawskiej. reż. Wanda Różycka-Zborowska, Wyd. Edycja Świętego Pawła, Częstochowa 2011
- Jeden pokój. Rozmowy na podstawie filmu Pawła Zastrzeżyńskiego „Jeden pokój” (książka + DVD). Wyd. Edycja Świętego Pawła, Częstochowa 2011
- Uczcie się kochać, wydawnictwo Edycja Świętego Pawła, 2015. ISBN 978-83-7797-483-4.

## Ordery, odznaczenia, nagrody i wyróżnienia
- Złota Odznaka „Za pracę dla miasta Krakowa” (1964)
- Medal „Pro Ecclesia et Pontifice” (1981)
- Doctor honoris causa Notre Dame Pontifical Catechetical Institute w Arlington, Wirginia (1987)
- Krzyż Komandorski Orderu Świętego Grzegorza Wielkiego (1999)
- Medal Senatu Rzeczypospolitej Polskiej (1999)
- Medal Świętej Jadwigi Papieskiej Akademii Teologicznej w Krakowie (1999)
- Medal Prezydenta Miasta Lublin (2006)
- Nagroda im. Eugena Bolza (2006)
- Honorowy Obywatel Siedlec (26.10.2007)
- Doctor honoris causa KUL (9.06.2008)[25]
- Nagroda im. Antona Neuwirtha Słowackiego Stowarzyszenia Forum Życia za obronę życia w kategorii osobowość zagraniczna (27 marca 2009)
- Honorowy Obywatel Świdnika (28.06.2009)
- Honorowy Obywatel Lublina (19.11.2009)[26]
- Fides et ratio – za konsekwentną obronę życia
- Krzyż Komandorski z Gwiazdą Orderu Odrodzenia Polski – w uznaniu wybitnych zasług w upamiętnianiu prawdy o wojennych losach Polaków, za ogromny wkład w rozwój katolickiej nauki społecznej i osiągnięcia w pracy naukowo-badawczej w dziedzinie psychiatrii, za dawanie świadectwa miłości do człowieka i niesienie pomocy osobom potrzebującym (2012)[27][28]
- Medal Kochaj i Służ – przyznawany przez Parafię Rzymsko-Katolicką św. Maksymiliana Kolbe w Lublinie „tym którzy przejawiają wyjątkową aktywność w czynieniu dobra, niosą pomoc, krzewiąc idee chrześcijańskie” (2014)[29]
- Medal i tytuł Honorowy Obywatel Miasta Limanowej (13.02.2016)[30]
- Order Orła Białego (28 kwietnia 2016)[31][32]
- Honorowy Obywatel Miasta Zakopane (5 czerwca 2017)[33]
- Medal 700-lecia Miasta Lublin (19 października 2017)[34]
- Tytuł i nagroda Kustosz Pamięci Narodowej (2019)
- Złota Odznaka Honorowa Województwa Małopolskiego – Krzyż Małopolski (2019)[35]
- Wielka Nagroda Honorowa im. Witolda Hulewicza (25 listopada 2020)[36]
- „Świadek Historii” (2018)[37]
- Odznaka Honorowa za Zasługi dla Ochrony Praw Dziecka (2019)[38]
- Medal „Pro Bono Poloniae” (2021)[39][40]
- Honorowa Obywatelka Stołecznego Królewskiego Miasta Krakowa (2022)[41]
- Odznaka Honorowa Meritis pro Familia (2022)[42]
- Złoty Medal „Zasłużony dla Nauki Polskiej Sapientia et Veritas” (2023) pośmiertnie[43].

### Upamiętnienie
- W marcu 2023 Oddział Noworodkowy Szpitala na Siemiradzkiego im. R. Czerwiakowskiego w Krakowie otrzymał imię Wandy Półtawskiej. Patronka oficjalnie dokonała otwarcia placówki[44].